# Prinia de Burnes
Pour les articles homonymes, voir Burnes.
Laticilla burnesii
Espèce
Statut de conservation UICN

 NT  : Quasi menacé
Le Prinia de Burnes (Laticilla burnesii, anciennement Prinia burnesii) est une espèce de passereaux sud-himalayennes de la famille des Pellorneidae.

## Nomenclature
Son nom rend hommage à l'explorateur et diplomate écossais Alexander Burnes (1805-1841).

## Répartition
L'espèce est présente au Pakistan et dans le nord de l'Inde et au Bangladesh.

## Taxinomie
Jusqu'à l'étude phylogénique de Olsson et al. (2013), les ornithologue plaçaient cette espèce dans le genre Prinia de la famille des Cisticolidae. Olsson et al. montrent que ce n'est pas du tout le cas, et que l'espèce appartient à la famille des Pellorneidae, probablement plus apparentée au genre Pellorneum, qu'au genre Graminicola. Elle est donc transférée dans cette famille et placée dans le genre Laticilla dans la classification de référence (version 3.4, 2013) du Congrès ornithologique international.

### Sous-espèces
D'après le Congrès ornithologique international (version 3.4, 2013), cette espèce est constituée des sous-espèces suivantes :
- Laticilla burnesii burnesii  (Blyth, 1844) ; présente au Pakistan et dans le nord-ouest de l'Inde ;
- Laticilla burnesii nepalicola  Baral, Basnet, Chaudhary, B, Chaudhary, H, Giri & Som, 2008 ; présente dans le nord-est de l'Inde et dans le nord du Bangladesh.